# Aşağısusuz, Havza
Aşağısusuz là một xã thuộc huyện Havza, tỉnh Samsun, Thổ Nhĩ Kỳ. Dân số thời điểm năm 2010 là 103 người.